# Ayn al-Tamr
‘Ayn al-Tamr è una piccola città dell'Iraq, situata in una fertile area al confine del deserto, tra Anbar e Kufa, 130 km a ovest di Karbala.
Il nome – che in arabo significa “La sorgente del dattero” – è giustificato dalla presenza di un gran numero di palme da dattero sul suo territorio. Secondo Hisham ibn al-Kalbi, ‘Ayn al-Tamr faceva parte della monarchia lakhmide di al-Hira, all'epoca di Jadhima al-Abrash.
Fu conquistata nel 634 dal comandante musulmano Khalid ibn al-Walid dopo una battaglia.
‘Ayn al-Tamr (come buona parte del regno lakhmide) era di fede cristiana monofisita e ciò sarebbe dimostrato dalla presenza di una chiesa. Era presente anche una comunità ebraica, dal momento che esisteva anche una sinagoga. La massima parte degli abitanti apparteneva alle tribù dei Banu Taghlib, dei B. Numayr e dei B. Asad, tutti impegnati nell'agricoltura.
‘Ayn al-Tamr conservò la sua rilevanza di centro agricolo e i governatori di Kufa la dotarono di una significativa guarnigione che potesse fungere da difesa dell'importante capoluogo di governatorato e delle importanti strade di comunicazione con l'Arabia e la Persia.